# 일본계 미국인
일본계 미국인(日本系美國人, 영어: Japanese American, 일본어: 日系アメリカ人)은 미국인 중, 일본에 뿌리가 있는 사람들을 지칭하는 말이다. 19세기 말 일본에서 미국에 건너간 사람들과 그 후손을 가리키는 경우가 많다.

## 같이 보기
- 일본인
- 아시아계 미국인
- 한국계 미국인
- 저팬타운
- 일본계 브라질인
- 황화론
- 잽
- 반일 감정